# L'espasa del vencedor
L'espasa del vencedor (títol original en italià: Orazi e Curiazi) és un pèplum italià dirigit per Ferdinando Baldi i Terence Young, estrenat el 1961. Ha estat doblada al català.

## Argument
Molt lliurement inspirada en el Combat dels Horacis i els Curiacis de Titus Livi, la pel·lícula broda un guió en cent llocs del relat històric, conservant només el nombre dels combatents.
Caigut en una emboscada, el noble romà Horaci és fet presoner pels Etruscs. Amb l'ajuda de Scilla, una presonera egípcia, aconsegueix escapar-se, després d'haver estat obligat de combatre al desert contra llops afamats...

## Repartiment
- Alan Ladd: Horaci
- Franca Bettoja: Marcia
- Jacques Sernas: Marcus
- Luciano Marin: Elius, germà d'Horaci
- Franco Fabrizi: Curiace
- Jacqueline Derval: Horatia
- Andrea Aureli: Gai Cluili
- Robert Keith: Tul·li Hostili
- Mino Doro: Caius
- Violette Marceau: La filla del pastor
- Osvaldo Ruggeri: Cluilio, Germà de Curiace
- Alfredo Varelli: Sabinus
- Piero Palermini: Nevius, Germà de Curiace
- Umberto Raho: el Papa de Roma
- Alana Ladd: Scilla, l'esclau dels etruscs
- Roger Treville: narrador